# Тепляшин, Александр Петрович
Александр Петрович Тепляшин (1854, Мухино, Вятская губерния — 18 [30] июня 1895, Казань) — вятский земский врач, доктор медицины (1892), приват-доцент Казанского университета (1895).

## Биография
Родился в 1854 году в селе Мухино Слободского уезда Вятской губернии в семье дьячка. 
После окончания в 1879 году медицинского факультета в Казанском университете, работал лекарем и врачом в этом же университете. С 1879 по 1891 год находился в земско-медицинской службе. С 27 июля 1891 года по 27 июля 1894 года — стипендиат Казанского университета для приготовления к профессорскому званию. С 1885 года имел звание оператора, с 28 мая 1893 года степень доктора медицины; 4 января 1895 года утверждён в звании приват-доцента офтальмологии. 
Скончался в Казани 18 (30) июня 1895 года.